# Ali Mansur
Ali Mansur (eller Mansur ul-Mulk (1895 – 8. december 1974 i Teheran) var to gange premierminister i Iran.
Han blev født i Teheran og var guvernør i provinserne Khorasan og Azarbaijan, ambassadør i Italien, Vatikanet, Tyrkiet,  var premierminister (1940-41 og 1950) og minister seks gange.
Hans politik blev anset for stærkt pro-britiske
Hans søn Hassan-Ali Mansur var kortvarigt  premierminister i 1960'erne.
1. ↑  Navnet er anført på svensk og stammer fra Wikidata hvor navnet endnu ikke findes på dansk.